# Toronaeus
Toronaeus es un género de escarabajos longicornios de la tribu Acanthocinini.

## Especies
- Toronaeus figuratus Bates, 1864
- Toronaeus incisus (Bates, 1864)
- Toronaeus lautus Monné, 1990
- Toronaeus magnificus (Tippmann, 1953)
- Toronaeus perforator Bates, 1864
- Toronaeus simillimus Monné, 1974
- Toronaeus suavis Bates, 1864
- Toronaeus sumptuosus Lane, 1973
- Toronaeus terebrans Bates, 1864
- Toronaeus virens Bates, 1864